# MAN TGX
Il MAN TGX è un autocarro e trattore stradale prodotto da Man SE a partire dal 2007 per sostituire il MAN TGA. Esso appartiene alla categoria degli autocarri con masse totali da 18 a 44 t.

## Il contesto
La gamma TGX, nel corso degli anni, è stata prodotta in varie versioni: 

### MAN TGX (2007-2011)

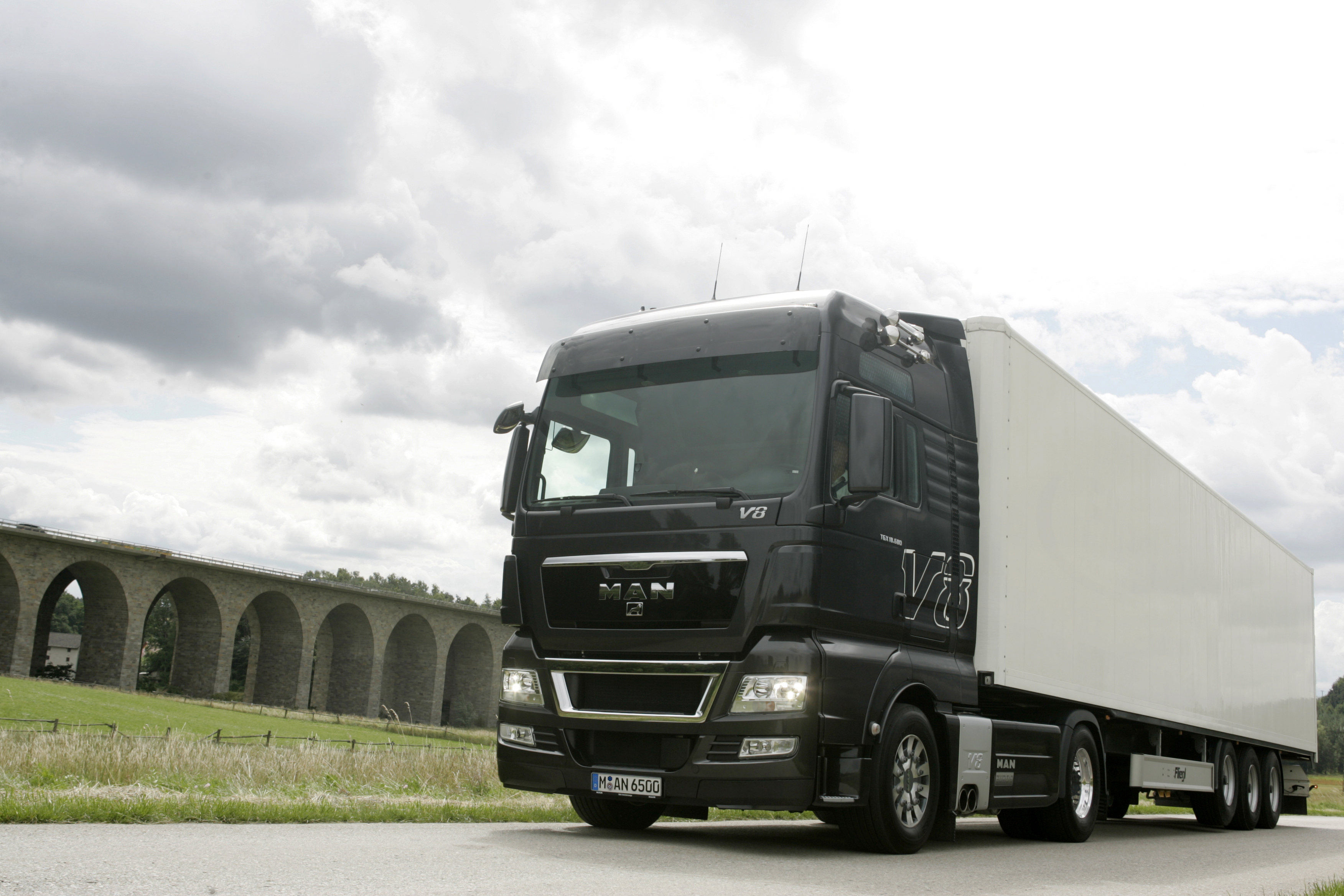
MAN TGX (2007-2011)

Nel 2007, al Motor Show di Amsterdam è stato presentato il MAN TGX per il trasporto internazionale e domestico a lunga distanza. Esso era fornito con una delle tre cabine (XL, XLX o XXL). Rispetto alla serie TGA, il coefficiente di resistenza del TGX era inferiore del 4%. Oltre ai motori a 6 cilindri (da 360 a 540 CV), il TGX aveva un otto cilindri con una potenza di 680 CV. Nei motori Euro-4, la conformità con l'EGR si ottenne attraverso l'uso di filtri antiparticolato; nei motori Euro 5 invece, forono garantiti attraverso un sistema SCR che utilizza il reagente AdBlue. I cambi erano della ZF: meccanico a 16 velocità o TipMatic a 12 velocità. Nel 2007, il MAN TGX è stato votato Truck of the Year 2008.

### MAN TGX (2012-2015)

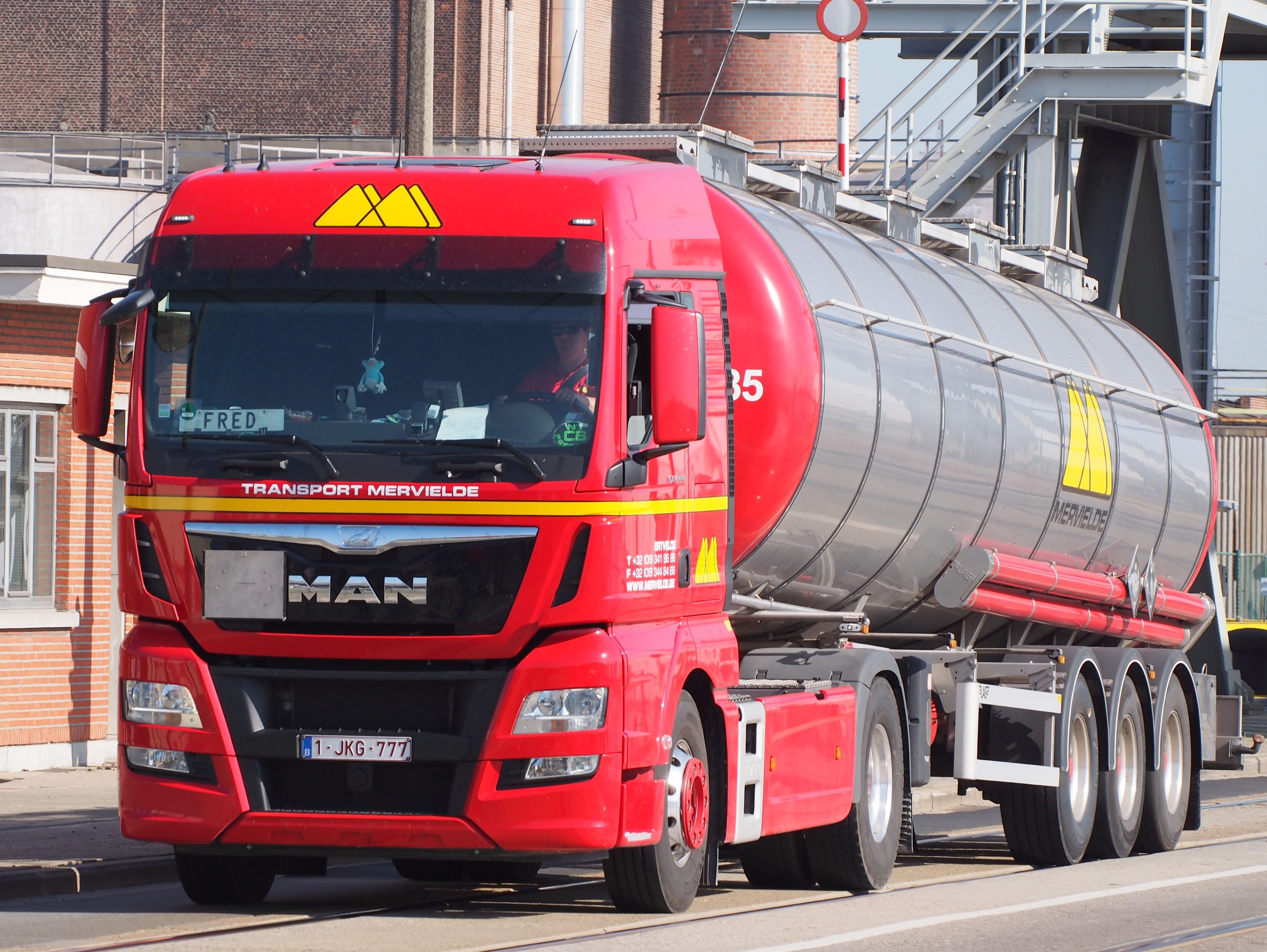
MAN TGX (2012-2015)

Nel 2012, la famiglia MAN TGX è stata aggiornata soprattutto, nella parte anteriore, attraverso la modifica della calandra e dall'aggiunta di deflettori al fine di migliorare l'aerodinamica e permettere l'omologazione agli standard Euro 6. Grazie alla modifica della parte sottostante al parabrezza, è stato possibile migliorare la visibilità dal sedile del conducente e l'efficienza del tergicristallo. Altre innovazioni, includono la riorganizzazione degli elementi del camion, montati sul telaio come ad esempio i nuovi serbatoi per una maggiore capacità di AdBlue, nonostante l'aumento del sistema di scarico del camion (con SCRT integrato). I serbatoi sono stati spostati sul lato sinistro del camion tra l'arco anteriore e la batteria mentre a seconda della configurazione del telaio, la capacità del serbatoio in AdBlue può variare da 25 a 80 litri. Le versioni top di gamma del MAN TGX e TGS sono state dotate di motori 6 cilindri in linea MAN D20 e D26 conformi agli standard Euro 6 con potenza di 360 e 480 CV attraverso 2 tipi di trasmissioni: MAN TipMatic a 12 velocità automatizzato e manuale a 16 velocità.

### MAN TGX (2016-2020)

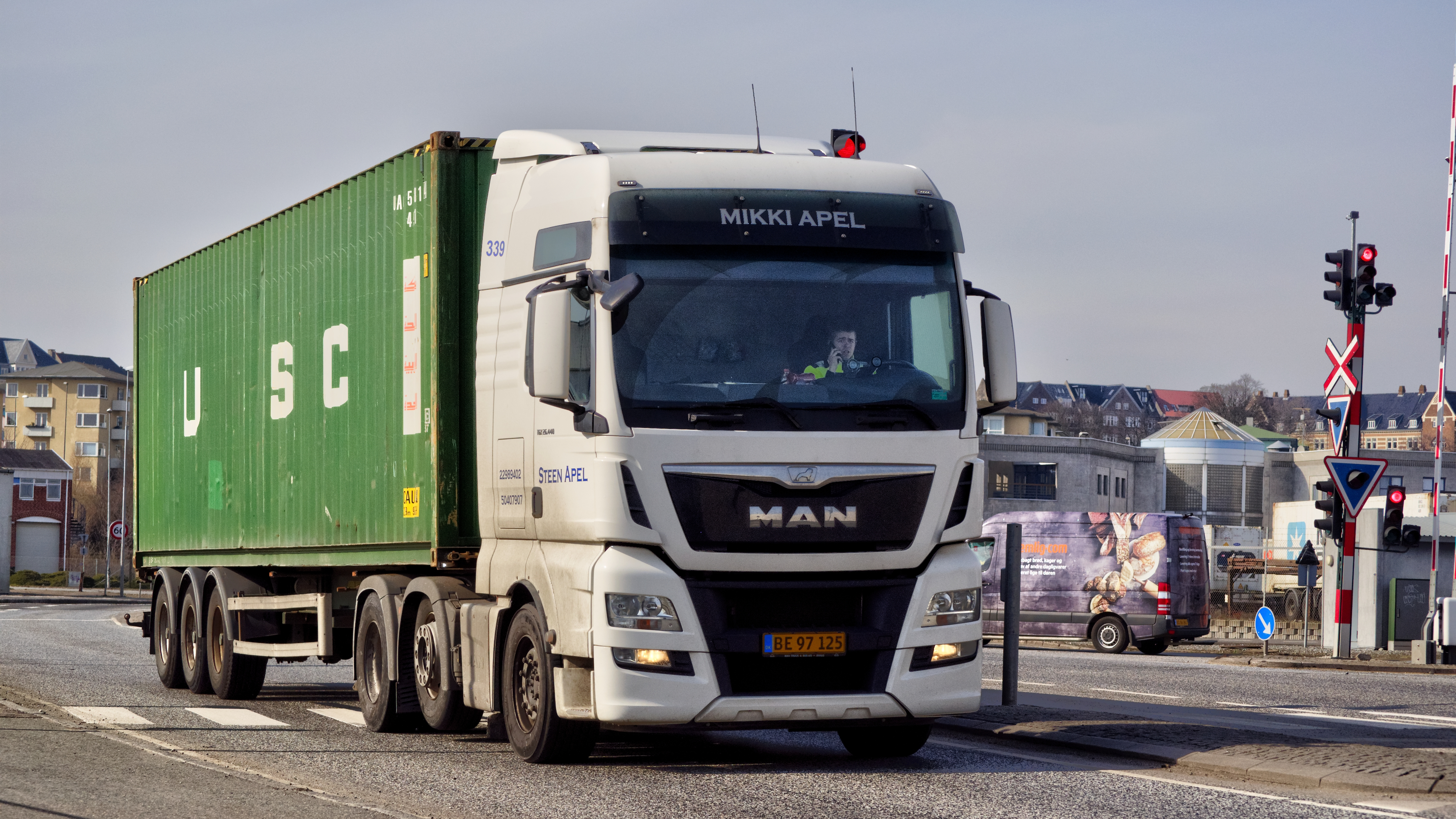
MAX TGX (2016-2020)

Nel 2016, all'IAA di Hannover, la serie MAN TG ha ricevuto prese d'aria ridisegnate e ottimizzate mentre gli interni sono stati ristilizzati con una combinazione di colori caldi distinti, nuovi materiali e sedili. La motorizzazione MAN D38, disponibile principalmente nella versione da 640 CV, è stata resa disponibile nelle versioni da 540 e 580 CV. Un altro propulsore MAN D26 è diventato più potente ed efficiente. Ora è disponibile nelle varianti da 420, 460 e 500 CV (20 CV e 200 Nm in più in qualsiasi forma). Come la D38, la D26 è dotata di tutte le ultime tecnologie e soluzioni per ridurre il consumo di carburante. 

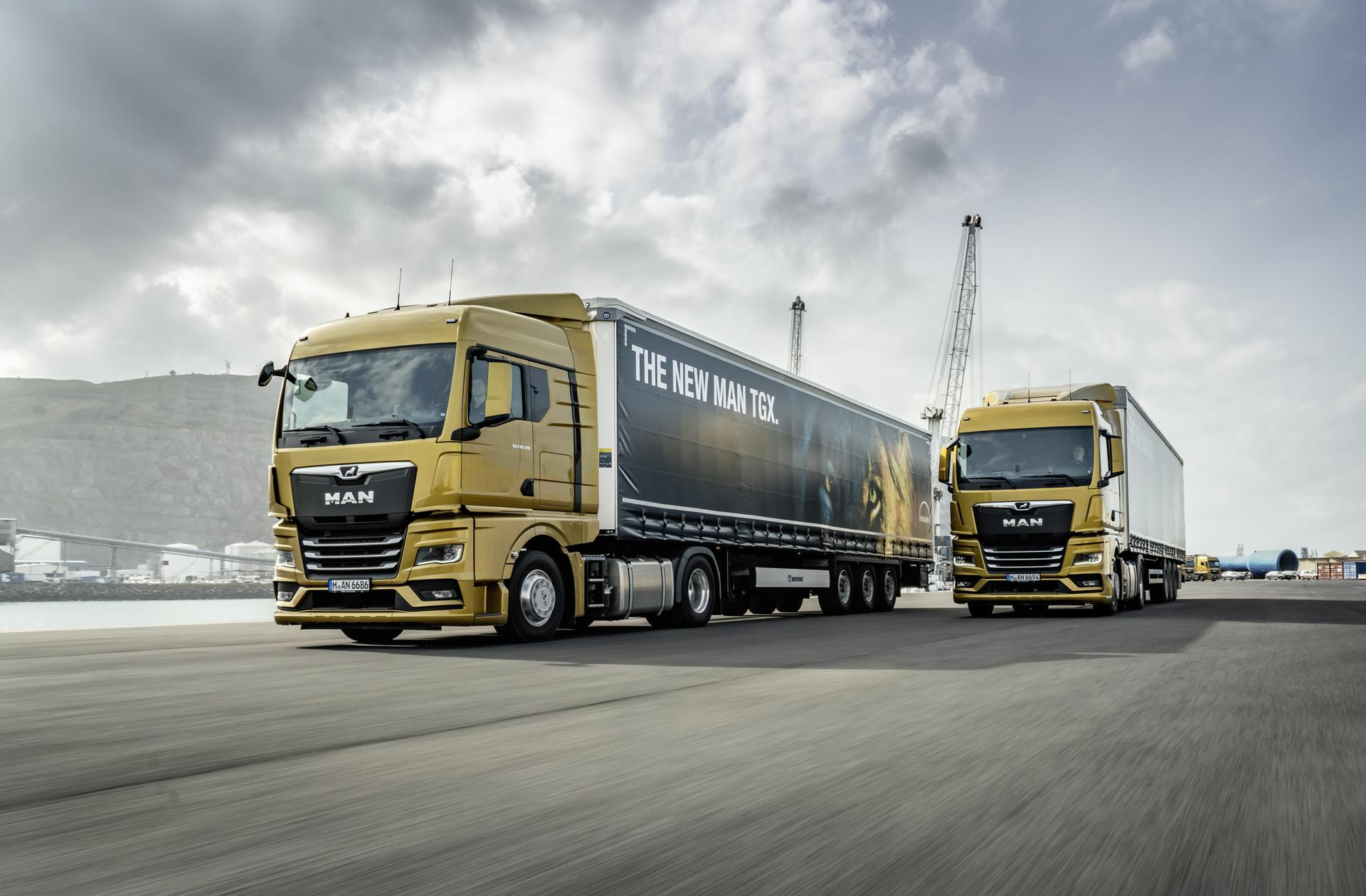
MAN TGX (2021-presente)

### MAN TGX (2021-presente)
Nel 2020, Man ha svelato in uno specifico evento a Bilbao, in Spagna, la nuova generazione della famiglia MAN TGX. Sebbene la cabina sia la medesima della versione precedente, mostra diverse novità all’esterno e soprattutto nell’abitacolo. Esternamente, la nuova generazione si riconosce soprattutto dalla calandra, la quale presenta differenti soluzioni tecniche che migliorano l’aerodinamica, come l’Air Curtain situata sull'angolo del paraurti, flap laterali e un nuovo spoiler sul tetto. Inoltre, sono stati rinnovati i fari che integrano luci al led (opzionali) ei gradini che sono stati realizzati in plastica nera per resistere meglio all'usura. Nell'abitacolo è stata rinnovata la plancia, riposizionando gli elementi di comando verso il conducente come il comando del cambio TipMatic, il freno di stazionamento elettrico e la manopola SmartSelect, che permette di selezionare le visualizzazioni e le funzioni del monitor senza distrarre il conducente dalla strada. Le motorizzazioni sono articolate sulle classiche tre famiglie, la D15 per il trasporto leggero con potenze da 330 a 400 CV, l’intermedia D26 con range da 430 a 510 CV e la D38 da 640 CV per trasporti eccezionali e lunghe distanze. Nel 2020, il MAN TGX è stato votato Truck of the Year 2021.

## Motorizzazioni
La gamma TGX presenta le seguenti motorizzazioni:
| Motore | Cilindrata (l) | Potenza (kW) | Coppia (Nm) a (giri/min) |
| ------ | -------------- | ------------ | ------------------------ |
| Diesel |                |              |                          |
| D15    | 9,0            | 243          | sconosciuto              |
| D15    | 9,0            | 265          | sconosciuto              |
| D15    | 9,0            | 294          | sconosciuto              |
| D26    | 12,4           | 316          | sconosciuto              |
| D26    | 12,4           | 346          | sconosciuto              |
| D26    | 12,4           | 375          | sconosciuto              |
| D38    | 15,2           | 397          | sconosciuto              |
| D38    | 15,2           | 427          | sconosciuto              |
| D38    | 15,2           | 471          | sconosciuto              |